# (38496) 1999 TT120
1999 TT120 (asteroide 38496) é um asteroide da cintura principal. Possui uma excentricidade de 0.11166420 e uma inclinação de 2.53571º.
Este asteroide foi descoberto no dia 4 de outubro de 1999 por LINEAR em Socorro.